# Julianna Gianni
Julianna Gianni es el nombre ficticio de un personaje que interpretó Cameron Diaz en la película Vanilla Sky (2001).
Este personaje, es la compañera sentimental o "Amiga Sexual" de David Aames (Tom Cruise), hasta que él conoce a Sofía Serrano (Penélope Cruz), dicho personaje -supuestamente- le hace la vida imposible a David, al hacerse pasar por Sofía, durante el sueño lúcido de este.
Julianna Gianni mantiene una conversación con David Aames, durante el accidente automovilístico que sufren ambos, y en el cual -supuestamente- muere ella, y él comienza a tener una vida amarga.
Durante esta escena, Julianna coloca en el reproductor de CD de su auto un disco, le dice a David "¿Si sacara un disco, me harías un reportaje?", a lo que él responde "Sí, ¿Por qué no?", ella le muestra su disco, mientras la canción está sonando, cosa que a él le impresiona, ella le pregunta "¿Te gusta mi música?" a lo que él responde "Sí, es bastante movida", a lo que finalmente ella le responde "Si no fuera yo, compraría un disco mío", esta canción es en realidad, el debut como cantante de Cameron Diaz.
La canción se llama "I Fall Apart", canción que -según la trama de la película- pudiera considerarse como la pregunta que le hace Julianna a David, acerca de si él realmente regresará con ella, después de que termine su affair con Sofía Serrano. A pesar de todo, en el CD de la Banda sonora original de la película, la canción aparece como interpretada por "Julianna Gianni", en vez de "Cameron Diaz". 

## Letra de I FALL APART
You look at me 
You speak my name 
I'm counting down 
You are to blame 
La La La La 
He falls together 
I fall apart 
Where are you going? 
Who are you seeing? 
When are you coming back? 
La La La La 
He falls together 
I fall apart 
I fall apart (Where are you going?) 
I fall apart (Who are you seeing?) 
I fall apart (When are you coming back?) 
(Repeat X2) 
Where are you going? 
Who are you seeing? 
When are you coming back? 
(I fall apart) 
(When are you?...) 
(When are you coming?...) 
(When are you coming back?...)
- Datos: Q5954796